# Liga I 2012-13
La Liga I 2012-13 fue la 95.ª temporada de la Liga I, la primera división del sistema de ligas del fútbol rumano. La temporada comenzó el 21 de julio de 2012 y terminó el 29 de mayo de 2013. Los vigentes campeones son el CFR Cluj.
Desde que Rumania cayese del décimo cuarto al 22º lugar en el ranking del coeficiente de la UEFA al final de la temporada 2011-12, la liga ha perdido el segundo puesto de clasificación para la Liga de Campeones de la UEFA.

## Ascensos y descensos
| Pos. | Descendidos de la Liga I 2011-12 |
| ---- | -------------------------------- |
| 15.º | Târgu Mureş                      |
| 16.º | Voinţa Sibiu                     |
| 17.º | Sportul Studenţesc               |
| 18.º | Mioveni                          |

| Pos. | Ascendidos de la Liga II 2011-12 |
| ---- | -------------------------------- |
| 1.º  | CSMS Iaşi (Serie I)              |
| 2.º  | Viitorul Constanța (Serie I)     |
| 2.º  | Gloria Bistrița (Serie II)       |
| 3.º  | Turnu Severin (Serie II)         |

## Sistema de competición
Los 18 equipos participantes juegan entre sí todos contra todos dos veces totalizando 34 partidos cada uno. Al término de la jornada 34, el primer clasificado SE coronó campeón y obtuvo un cupo para la Segunda ronda de la Liga de Campeones 2013-14, el segundo clasificado obtuvo un cupo para la Segunda ronda de la Liga Europa de la UEFA 2013-14, mientras que el tercero obtuvo un cupo para la Primera ronda. Por otro lado, los cuatro últimos clasificados descendieron a la Liga II 2013-14.
Un tercer cupo para la Segunda ronda de la Liga Europa de la UEFA 2013-14 fue asignado al campeón de la Copa de Rumania.

## Equipos
Cuatro equipos de la temporada 2011-12 descendieron a la Liga II 2012-13: FCM Târgu Mureș, CS Mioveni, CSU Voința Sibiu y FC Sportul Studențesc București. Por su parte, otros cuatro equipos, dos de cada división, ascendieron de la Liga II 2011-12. Desde la Serie I ascendieron el CSMS Iaşi y el Viitorul Constanța, ya que terminaron primero y segundo en la clasificación. Desde la Serie II, el Politehnica Timişoara fue el campeón de su grupo, pero no recibió su licencia para la Liga I, por lo que la Federación Rumana de Fútbol decidió que el tercer equipo en la división debía ascender en su lugar. Por tanto, al Gloria Bistrița, segundo clasificado, le acompañó el CS Turnu Severin, club que debuta en la competición.

### Estadios y ciudades
| Club                  | Ciudad                | Estadio                              | Capacidad |
| --------------------- | --------------------- | ------------------------------------ | --------- |
| Astra Giurgiu         | Giurgiu               | Stadionul Marin Anastasovici         | 7.000     |
| Brasov                | Brașov                | Stadionul Silviu Ploeşteanu          | 8.500     |
| Ceahlăul Piatra Neamț | Piatra Neamț          | Stadionul Ceahlăul                   | 18.000    |
| CFR Cluj              | Cluj-Napoca           | Stadionul Dr. Constantin Rădulescu   | 24.000    |
| Concordia Chiajna     | Chiajna               | Stadionul Concordia                  | 5.000     |
| CSMS Iași             | Iași                  | Stadionul Emil Alexandrescu          | 11.390    |
| Dinamo București      | Bucarest              | Stadionul Dinamo                     | 15.300    |
| Gaz Metan Mediaș      | Mediaș                | Stadionul Gaz Metan                  | 8.500     |
| Gloria Bistrița       | Bistrița              | Stadionul Gloria                     | 7.800     |
| Oțelul Galați         | Galați                | Stadionul Oțelul                     | 13.932    |
| Pandurii Târgu Jiu    | Târgu Jiu             | Stadionul Tudor Vladimirescu         | 9.200     |
| Petrolul Ploiești     | Ploiești              | Stadionul Ilie Oană                  | 15.500    |
| Rapid București       | Bucarest              | Stadionul Giulești-Valentin Stănescu | 19.100    |
| Steaua București      | Bucarest              | Stadionul Steaua                     | 28.365    |
| Turnu Severin         | Drobeta-Turnu Severin | Stadionul Municipal                  | 19.128    |
| Universitatea Cluj    | Cluj-Napoca           | Cluj Arena                           | 30.201    |
| Vaslui                | Vaslui                | Stadionul Municipal (Vaslui)         | 9.240     |
| Viitorul Constanța    | Constanța             | Stadionul Farul                      | 15.500    |

## Clasificación
| Pos. | Equipo                | Pts. | PJ | G  | E  | P  | GF | GC | Dif. | Clasificación y descenso 2013–14      |
| ---- | --------------------- | ---- | -- | -- | -- | -- | -- | -- | ---- | ------------------------------------- |
| 1    | Steaua Bucureşti (C)  | 79   | 34 | 24 | 7  | 3  | 74 | 29 | +45  | Segunda ronda de la Liga de Campeones |
| 2    | Pandurii Târgu Jiu    | 63   | 34 | 19 | 6  | 9  | 57 | 43 | +14  | Segunda ronda de la Liga Europa       |
| 3    | Petrolul Ploieşti     | 62   | 34 | 16 | 14 | 4  | 60 | 34 | +26  | Segunda ronda de la Liga Europa       |
| 4    | Astra Giurgiu         | 60   | 34 | 17 | 9  | 8  | 64 | 37 | +27  | Primera ronda de la Liga Europa       |
| 5    | Vaslui                | 58   | 34 | 16 | 10 | 8  | 50 | 34 | +16  |                                       |
| 6    | Dinamo Bucureşti      | 56   | 34 | 16 | 8  | 10 | 48 | 40 | +8   |                                       |
| 7    | Braşov                | 51   | 34 | 14 | 9  | 11 | 50 | 51 | −1   |                                       |
| 8    | Rapid Bucureşti       | 49   | 34 | 13 | 10 | 11 | 35 | 35 | 0    | Descenso a Liga II 2013–14            |
| 9    | CFR Cluj              | 49   | 34 | 12 | 13 | 9  | 56 | 39 | +17  |                                       |
| 10   | Gaz Metan Mediaş      | 46   | 34 | 12 | 10 | 12 | 42 | 46 | −4   |                                       |
| 11   | Oţelul Galaţi         | 41   | 34 | 11 | 10 | 13 | 38 | 42 | −4   |                                       |
| 12   | Universitatea Cluj    | 38   | 34 | 10 | 8  | 16 | 39 | 55 | −16  |                                       |
| 13   | Viitorul Constanța    | 36   | 34 | 8  | 12 | 14 | 45 | 57 | −12  |                                       |
| 14   | Ceahlăul Piatra Neamţ | 34   | 34 | 9  | 7  | 18 | 41 | 59 | −18  |                                       |
| 15   | Concordia Chiajna     | 33   | 34 | 7  | 12 | 15 | 29 | 49 | −20  |                                       |
| 16   | Turnu Severin         | 32   | 34 | 7  | 11 | 16 | 36 | 47 | −11  | Descenso a Liga II 2013–14            |
| 17   | CSMS Iaşi             | 26   | 34 | 7  | 5  | 22 | 31 | 50 | −19  | Descenso a Liga II 2013–14            |
| 18   | Gloria Bistrița       | 18   | 34 | 3  | 9  | 22 | 21 | 69 | −48  | Descenso a Liga II 2013–14            |

Actualizado a los partidos jugados el 31 de mayo de 2013.
 Fuente: FRF, Soccerway
Notas:
1. ↑  Tras ganar la Copa de Rumanía 2013-14, el Petrolul Ploieşti obtuvo un cupo para la Segunda ronda de la Liga Europa 2013-14, el cupo para la Primera ronda paso al cuarto clasificado, el Astra Giurgiu.
2. ↑  Oţelul Galaţi se le dedujeron 2 puntos por deudas con el agente Codoban Tătar Ionel.[4]

## Resultados
| Local \ Visitante     | AST | BRA | CEA | CFR | CSM | CON | DIN | GAZ | GLO | OTE | PAN | PET | RAP | STE | TUR | UNI | VAS | VIT |
| --------------------- | --- | --- | --- | --- | --- | --- | --- | --- | --- | --- | --- | --- | --- | --- | --- | --- | --- | --- |
| Astra Giurgiu         | —   | 3–0 | 4–2 | 3–3 | 1–0 | 6–3 | 1–0 | 4–0 | 4–0 | 0–0 | 4–1 | 1–1 | 3–2 | 3–4 | 1–1 | 1–2 | 1–1 | 2–0 |
| Braşov                | 1–2 | —   | 1–0 | 0–0 | 1–0 | 3–2 | 2–2 | 3–1 | 4–1 | 3–2 | 0–1 | 0–1 | 2–0 | 3–1 | 2–1 | 0–0 | 2–1 | 3–1 |
| Ceahlăul Piatra Neamţ | 3–2 | 2–1 | —   | 2–2 | 1–0 | 3–0 | 0–0 | 2–1 | 2–0 | 4–1 | 0–1 | 0–2 | 0–0 | 3–4 | 1–0 | 2–1 | 0–2 | 0–3 |
| CFR Cluj              | 0–2 | 5–0 | 3–2 | —   | 2–2 | 1–1 | 0–1 | 1–1 | 5–1 | 0–1 | 2–3 | 2–2 | 0–0 | 0–0 | 1–3 | 3–1 | 3–0 | 0–1 |
| CSMS Iaşi             | 0–2 | 1–2 | 1–0 | 1–1 | —   | 0–1 | 1–1 | 0–2 | 2–1 | 1–2 | 0–1 | 2–2 | 0–1 | 0–3 | 1–0 | 4–0 | 1–2 | 1–2 |
| Concordia Chiajna     | 0–2 | 2–1 | 2–1 | 1–2 | 1–1 | —   | 0–0 | 0–1 | 2–1 | 0–0 | 0–1 | 1–1 | 0–0 | 0–6 | 1–1 | 0–2 | 1–1 | 1–1 |
| Dinamo Bucureşti      | 1–0 | 2–1 | 1–1 | 0–1 | 5–2 | 2–0 | —   | 2–0 | 1–2 | 2–1 | 3–0 | 2–1 | 2–1 | 0–2 | 4–2 | 1–1 | 0–1 | 2–3 |
| Gaz Metan Mediaş      | 2–1 | 0–0 | 3–1 | 1–1 | 0–1 | 1–3 | 2–2 | —   | 3–1 | 1–2 | 0–2 | 2–0 | 1–1 | 1–1 | 2–0 | 2–1 | 1–0 | 4–1 |
| Gloria Bistrița       | 1–2 | 1–1 | 0–0 | 0–5 | 1–0 | 1–3 | 1–2 | 1–1 | —   | 2–1 | 1–3 | 1–1 | 0–1 | 0–1 | 0–0 | 0–0 | 0–3 | 1–1 |
| Oţelul Galaţi         | 2–1 | 0–0 | 3–2 | 1–2 | 0–3 | 2–1 | 0–1 | 2–0 | 1–1 | —   | 1–0 | 0–1 | 1–1 | 1–1 | 2–0 | 0–2 | 2–0 | 1–1 |
| Pandurii Târgu Jiu    | 1–1 | 2–3 | 3–1 | 2–1 | 3–1 | 2–1 | 2–0 | 1–1 | 4–0 | 3–2 | —   | 1–3 | 2–0 | 0–0 | 2–2 | 6–2 | 2–1 | 4–1 |
| Petrolul Ploieşti     | 1–1 | 6–4 | 5–0 | 1–1 | 2–1 | 0–0 | 2–1 | 1–1 | 4–0 | 2–1 | 4–0 | —   | 0–0 | 1–2 | 1–0 | 2–0 | 0–0 | 3–0 |
| Rapid Bucureşti       | 0–2 | 1–2 | 2–0 | 3–2 | 1–0 | 0–0 | 0–1 | 2–1 | 3–1 | 2–3 | 2–0 | 0–0 | —   | 1–1 | 1–0 | 1–4 | 2–2 | 2–1 |
| Steaua Bucureşti      | 2–0 | 4–0 | 3–0 | 1–0 | 3–1 | 1–0 | 3–1 | 3–0 | 4–0 | 2–1 | 2–0 | 2–2 | 1–0 | —   | 2–1 | 5–1 | 1–0 | 2–5 |
| Turnu Severin         | 0–0 | 2–1 | 1–1 | 1–3 | 2–1 | 0–1 | 1–2 | 2–0 | 1–0 | 1–1 | 1–3 | 2–2 | 0–1 | 1–1 | —   | 1–1 | 2–0 | 2–2 |
| Universitatea Cluj    | 1–3 | 1–1 | 1–0 | 1–2 | 0–2 | 1–0 | 1–2 | 3–4 | 1–0 | 1–1 | 1–1 | 2–4 | 1–2 | 0–1 | 1–0 | —   | 2–1 | 2–1 |
| Vaslui                | 2–1 | 1–1 | 4–3 | 0–0 | 3–0 | 3–0 | 4–1 | 1–1 | 1–1 | 1–0 | 0–0 | 3–0 | 1–0 | 3–1 | 2–1 | 1–0 | —   | 3–2 |
| Viitorul Constanța    | 0–0 | 2–2 | 2–2 | 0–2 | 1–0 | 1–1 | 1–1 | 0–1 | 2–0 | 0–0 | 2–0 | 1–2 | 1–2 | 0–4 | 3–4 | 1–1 | 2–2 | —   |

## Goleadores
Actualizado a los partidos disputados el 8 de mayo de 2013
| Pos. | Jugador               | Club                  | Goles |
| ---- | --------------------- | --------------------- | ----- |
| 1    | Raul Rusescu          | Steaua București      | 21    |
| 2    | Jeremy Bokila         | Petrolul Ploiești     | 16    |
| 3    | Marius Alexe          | Dinamo București      | 15    |
| 4    | Kehinde Fatai         | Astra Giurgiu         | 14    |
| 5    | Hamza Younés          | Petrolul Ploiești     | 13    |
| 6    | Constantin Budescu    | Astra Giurgiu         | 12    |
| 7    | Marius Niculae        | Vaslui                | 11    |
| 7    | Mugurel Buga          | Brasov                | 11    |
| 7    | Bojan Golubović       | Ceahlăul Piatra Neamț | 11    |
| 10   | Tha'er Bawab          | Gaz Metan Mediaș      | 10    |
| 10   | Deivydas Matulevičius | Pandurii Târgu Jiu    | 10    |
| 10   | Nicolae Dică          | Viitorul Constanța    | 10    |